# Microsomatidia reticulata
Microsomatidia reticulata là một loài bọ cánh cứng trong họ Cerambycidae.